# لانتانا قلمرية
لانتانا قلمرية (الاسم العلمي: Lantana coimbrensis) هي نوع نباتي يتبع جنس اللانتانا من فصيلة اللويزية.